# Trimberg (Elfershausen)

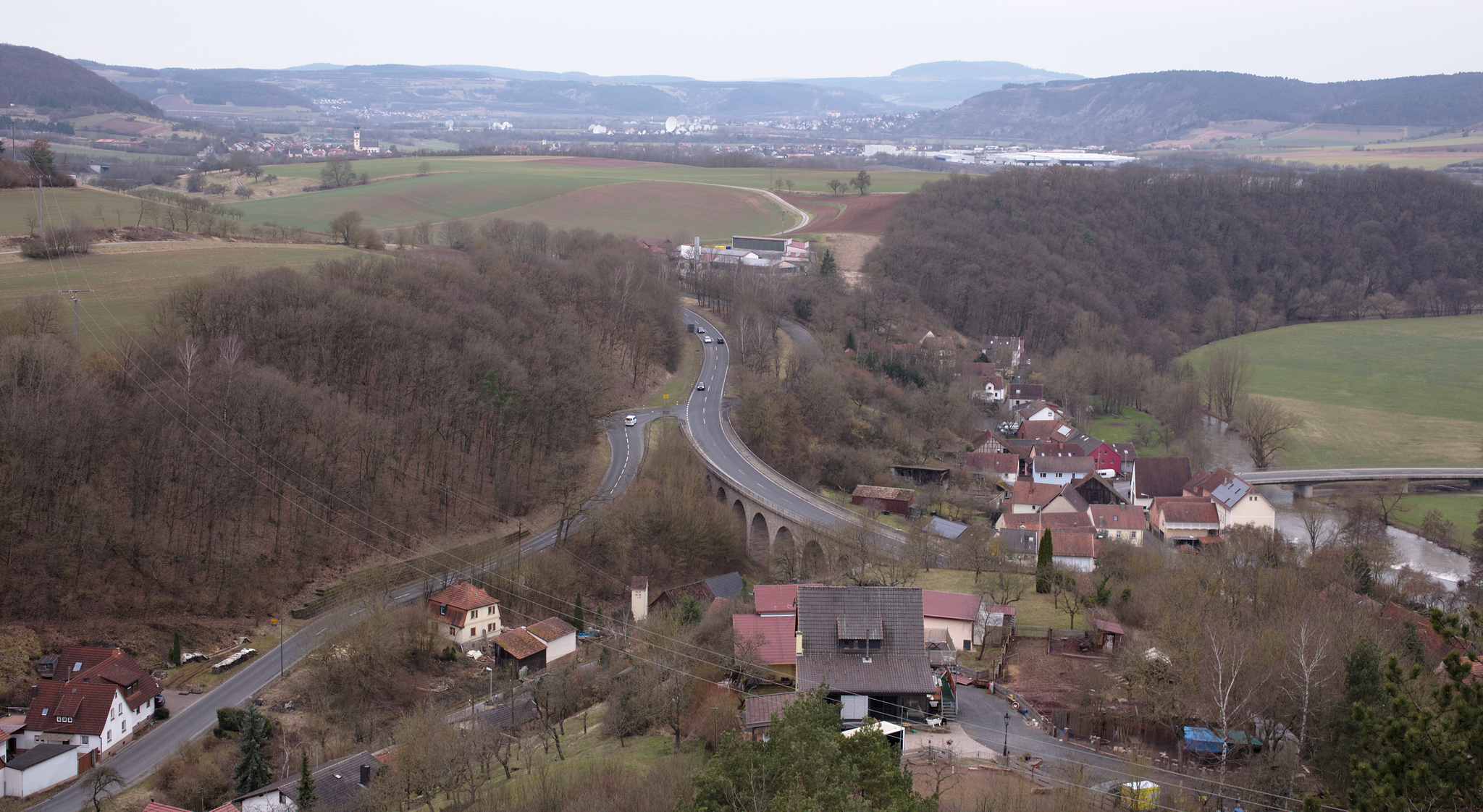
Trimberg

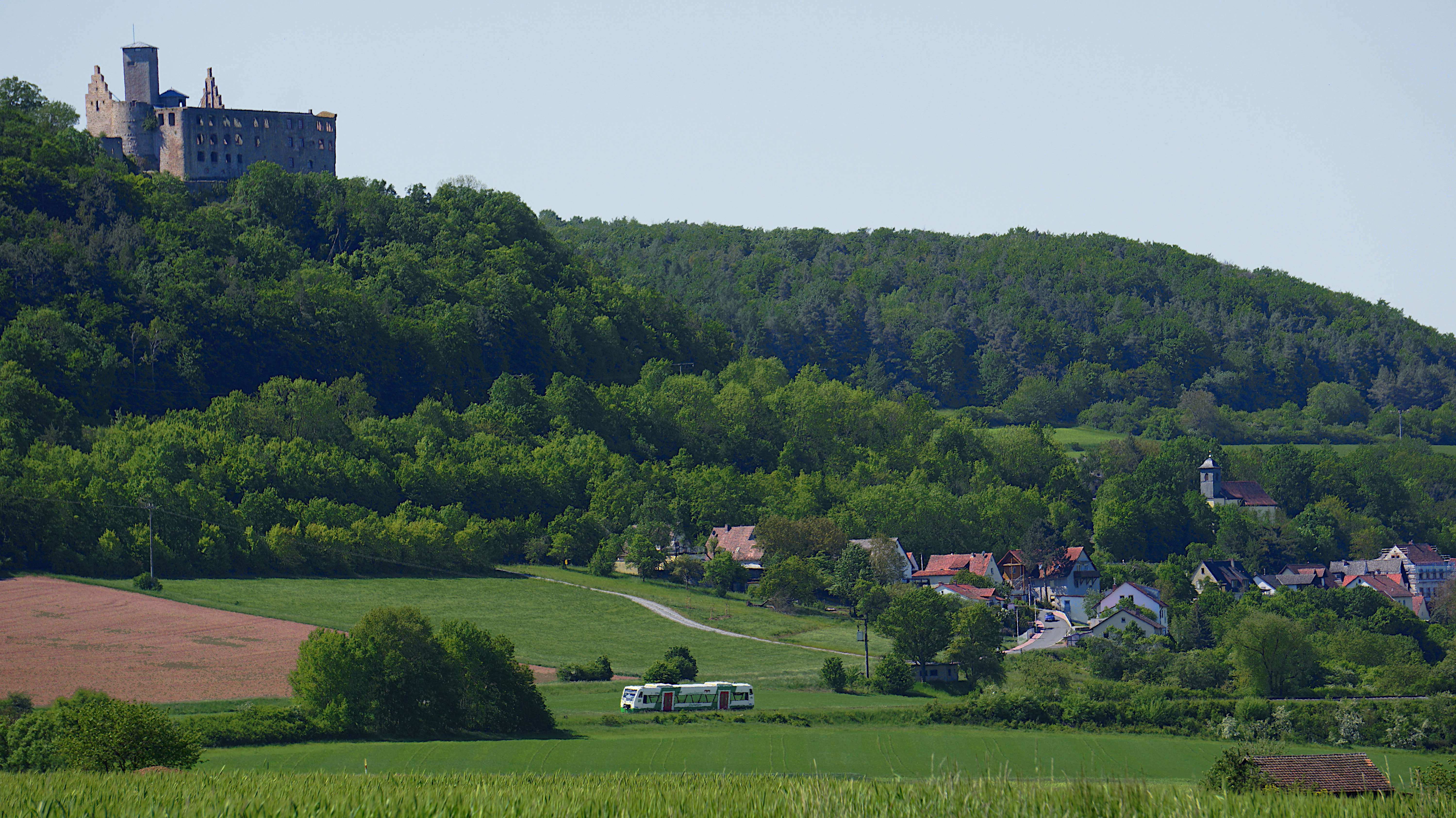
Trimberg und Burgruine Trimburg vom Norden aus gesehen.

Trimberg ist ein Gemeindeteil des Marktes Elfershausen im unterfränkischen Landkreis Bad Kissingen in Bayern.

## Geographische Lage
Das Kirchdorf Trimberg liegt südlich von Elfershausen. Durch den Ort verläuft die Bundesstraße 287, die in nordöstlicher Richtung nach Euerdorf und Bad Kissingen und in südwestlicher Richtung nach Hammelburg führt sowie südwestlich von Trimberg mit der Bundesautobahn 7 die Anschlussstelle Hammelburg 97 bildet. Die A 7 verläuft westlich von Trimberg in Nord-Süd-Richtung.

## Geschichte
Trimberg entstand als zur Burg Trimburg gelegene Siedlung von Bauern und Handwerkern. Die Burg war Verwaltungssitz des Amtes Trimberg.
Der Ort gilt als Geburts- und Heimatstätte von Süßkind von Trimberg, einem Dichter möglicherweise jüdischen Ursprungs aus der zweiten Hälfte des 13. Jahrhunderts. Von dem Dichter sind nur wenige biographische Informationen bekannt.
Eine erste Trimberger Kirche wird für das Jahr 1381 erwähnt. Im 18. Jahrhundert entstand die heutige römisch-katholische Kirche St.-Elisabeth-Kirche.
Im Rahmen der Gebietsreform in Bayern wurde Trimberg am 1. April 1971 ein Gemeindeteil des Marktes Elfershausen.

## Verkehr
Der Bahnhof Elfershausen-Trimberg liegt an der Bahnstrecke Gemünden–Bad Kissingen, er wird vom Unterfranken-Shuttle der Erfurter Bahn bedient.